# Alternanthera caracasana
Espèce
Classification APG III (2009)
Alternanthera caracasana est une espèce de plante herbacée de la famille des Chenopodiaceae, ou des Amaranthaceae, selon la classification envisagée.